# Hansteinia gracilis
Hansteinia gracilis är en akantusväxtart som först beskrevs av Christian Gottfried Daniel Nees von Esenbeck, och fick sitt nu gällande namn av Gustav Lindau. Hansteinia gracilis ingår i släktet Hansteinia och familjen akantusväxter. Inga underarter finns listade i Catalogue of Life.